# Когенераційна установка

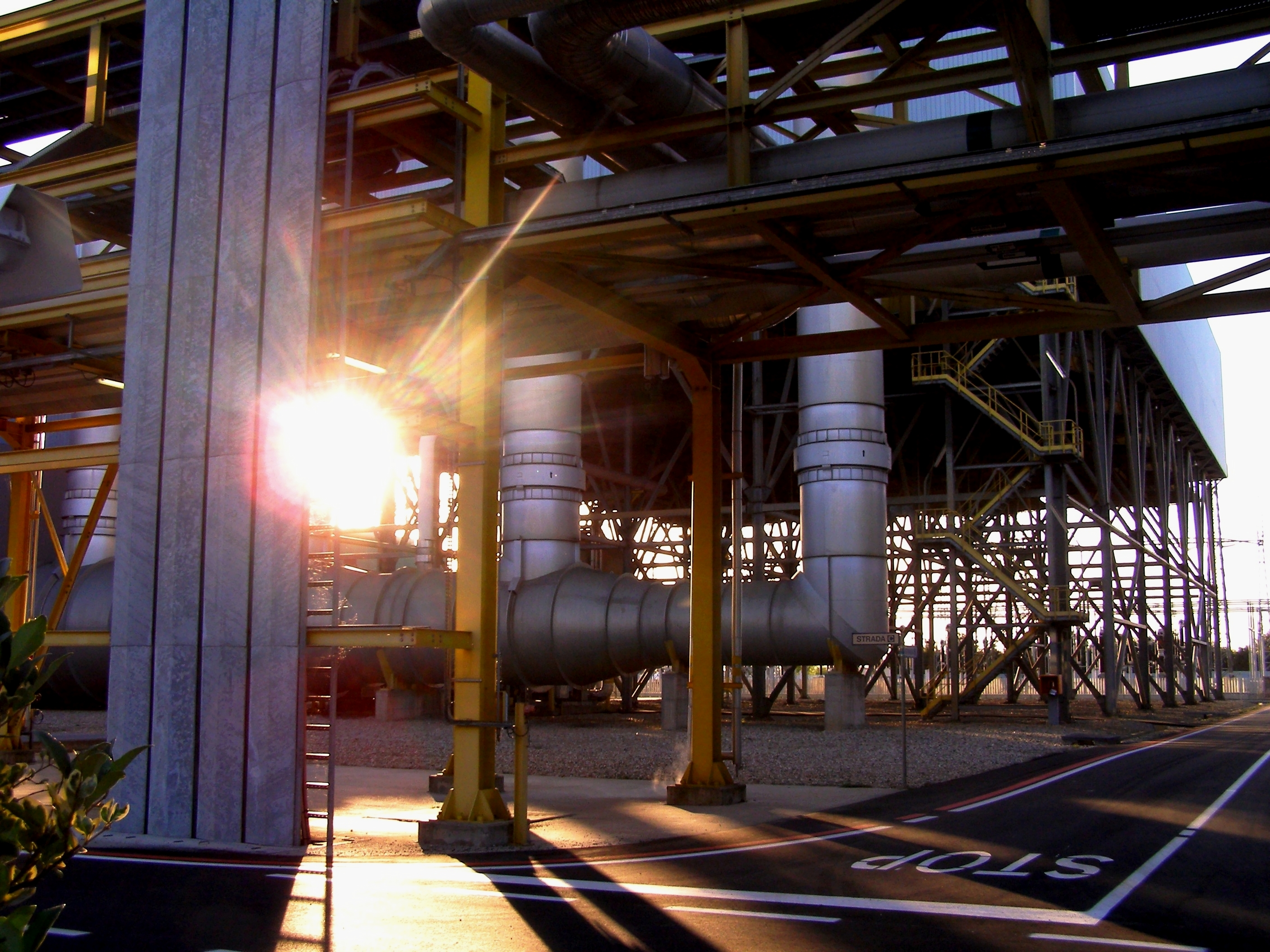
Когенераційна установка в Феррера-Ербоньоне (Провінція Павія), Італія

Когенераці́йна установка  — комплекс обладнання, що працює за способом комбінованого виробництва електричної і теплової енергії або перетворює скидний енергетичний потенціал технологічних процесів в електричну та теплову енергію.